# Pseudonimizacja
Pseudonimizacja – pojęcie wprowadzone do prawa za pomocą Rozporządzenia Parlamentu Europejskiego i Rady (UE) 2016/679 z dnia 27 kwietnia 2016 r. w sprawie ochrony osób fizycznych w związku z przetwarzaniem danych osobowych i w sprawie swobodnego przepływu takich danych oraz uchylenia dyrektywy 95/46/WE (ogólne rozporządzenie o ochronie danych). Według art. 4 pkt 5 pojęcie pseudonimizacji oznacza przetworzenie danych osobowych w taki sposób, by nie można ich było już przypisać konkretnej osobie, której dane dotyczą, bez użycia dodatkowych informacji, pod warunkiem że takie dodatkowe informacje są przechowywane osobno i są objęte środkami technicznymi i organizacyjnymi uniemożliwiającymi ich przypisanie zidentyfikowanej lub możliwej do zidentyfikowania osobie fizycznej.
Pseudonimizacja jest odwracalnym procesem, który jest przeprowadzany w celu ograniczenia możliwości identyfikacji danej osoby. W ramach tego procesu administrator danych osobowych ma za zadanie wyszczególnić dane, które pozwalają zidentyfikować daną osobą fizyczną, a następnie zastąpić je innymi danymi np. pseudonimem, czy numerem identyfikacyjnym. Dane poddane procesowi pseudonimizacji dalej podlegają ochronie prawnej, w związku z czym administrator danych musi podjąć działania, aby uniemożliwić do nich dostęp osobie nieupoważnionej. Ponadto dane poddane pseudonimizacji oraz dane pozwalające na ich identyfikację nie powinny być przechowywane w tym samym miejscu.

## Metody pseudonimizacji danych
Administratorzy danych stosują różne metody pseudonimizacji danych, jednak najczęściej używane to:
-tokenizacja- polega na zmianie danych na losowo wygenerowany ciąg liczbowy,
-skracanie- polega na skróceniu danych pozwalających na identyfikację danej osoby fizycznej,
-szyfrowanie tajnym kluczem- polega na szyfrowaniu danych za pomocą klucza szyfrującego, który w przyszłości może być użyty do odszyfrowania danych.

## Cel pseudonimizacji danych
Pseudonimizację danych stosuje się w celu podwyższenia poziomu bezpieczeństwa danych osobowych oraz w celu ochrony pozostałych danych istotnych dla danej osoby czy przedsiębiorstwa.

## Pseudonimizacja a anonimizacja
Anonimizacja polega na usunięciu wszelkich danych umożliwiających identyfikację danej osoby, natomiast pseudonimizacja polega na przetworzeniu danych, tak aby uniemożliwić ich powiązanie z daną osobą. Anonimizacja jest procesem trwałym i nieodwracalnym, natomiast pseudonimizacja jest procesem odwracalnym.